# Boswellia rivae
Boswellia rivae är en tvåhjärtbladig växtart som beskrevs av Adolf Engler. Boswellia rivae ingår i släktet Boswellia och familjen Burseraceae. Inga underarter finns listade i Catalogue of Life.